# Mestre d'Elna
El Mestre d'Elna fou un pintor gòtic d'identitat desconeguda, actiu al Rosselló (Catalunya a l'època), actiu el darrer quart del segle xiv, seguidor de Pere Serra.
Se'l coneix per aquest nom a causa de la seva obra mestra el Retaule de Sant Miquel de la catedral d'Elna.
L'historiador francès Marcel Durliat va identificar-lo amb Pere Baró, un deixeble del taller dels Serra.
Se li atribueixen alguns armaris litúrgics originaris del Rosselló.
- Provinent de la catedral d'Elna, posteriorment a la col·lecció Marcel Robin i actualment en una col·lecció privada d'Orleans. Mostra la Mare de Déu de la Humilitat a la part davantera amb tres àngels músics a cada costat i un Crist sofrent acompanyat de sant Joan i la Mare de Déu a la part posterior. Atribuït per Gudiol, si bé Durliat l'atribueix a Pere Baró.[3]
- Armari litúrgic amb el Sant Enterrament, Santa Agnès i un Sant bisbe. Provinent de Perpinyà i actualment al Museu Nacional d'Art de Catalunya, on consta atribuït a un anònim, a diferència de l'opinió prèvia de Gudiol a favor del Mestre d'Elna i de Durliat que l'atribueix a Pere Baró.[3][1]